# Physaria didymocarpa
Physaria didymocarpa là một loài thực vật có hoa trong họ Cải. Loài này được (Hook.) A.Gray miêu tả khoa học đầu tiên năm 1848.